# مگناکس
مگناکس (انگلیسی: Magnox) شرکت انرژی هسته‌ای بریتانیایی است، که در سال ۲۰۰۸ تأسیس شد.